# Гаургашвили, Гиви Элизбарович
Ги́ви Элизба́рович Гаургашви́ли (23 апреля 1969, Челябинск — 13 января 1993, Челябинск) — советский и российский дзюдоист, чемпион и призёр чемпионатов СССР, СНГ и России, победитель международных турниров, мастер спорта СССР международного класса. Тренер ― В. Н. Мосейчук. Был застрелен 13 сентября 1993 года в Челябинске.

## Спортивные результаты
- Чемпион Европы 1989 года среди юниоров (Афины);
- Серебряный призёр чемпионата СССР 1990 года;
- Серебряный призёр Спартакиады народов СССР 1991 года;
- Серебряный призёр Чемпионата Европы 1991 года (Прага);
- Чемпион России по дзюдо 1992 года;
- Бронзовый призёр чемпионата Европы 1992 года в командном первенстве (Леондинг);
- Чемпион мира 1992 года среди военнослужащих (Сеул);
- 2-кратный победитель этапов Кубка мира (Будапешт, Тбилиси);
- Чемпион открытого Кубка Германии 1992 года (Рюссельсхайм);
- Чемпион СНГ 1992 года;